# Karl Fritz Friedrich

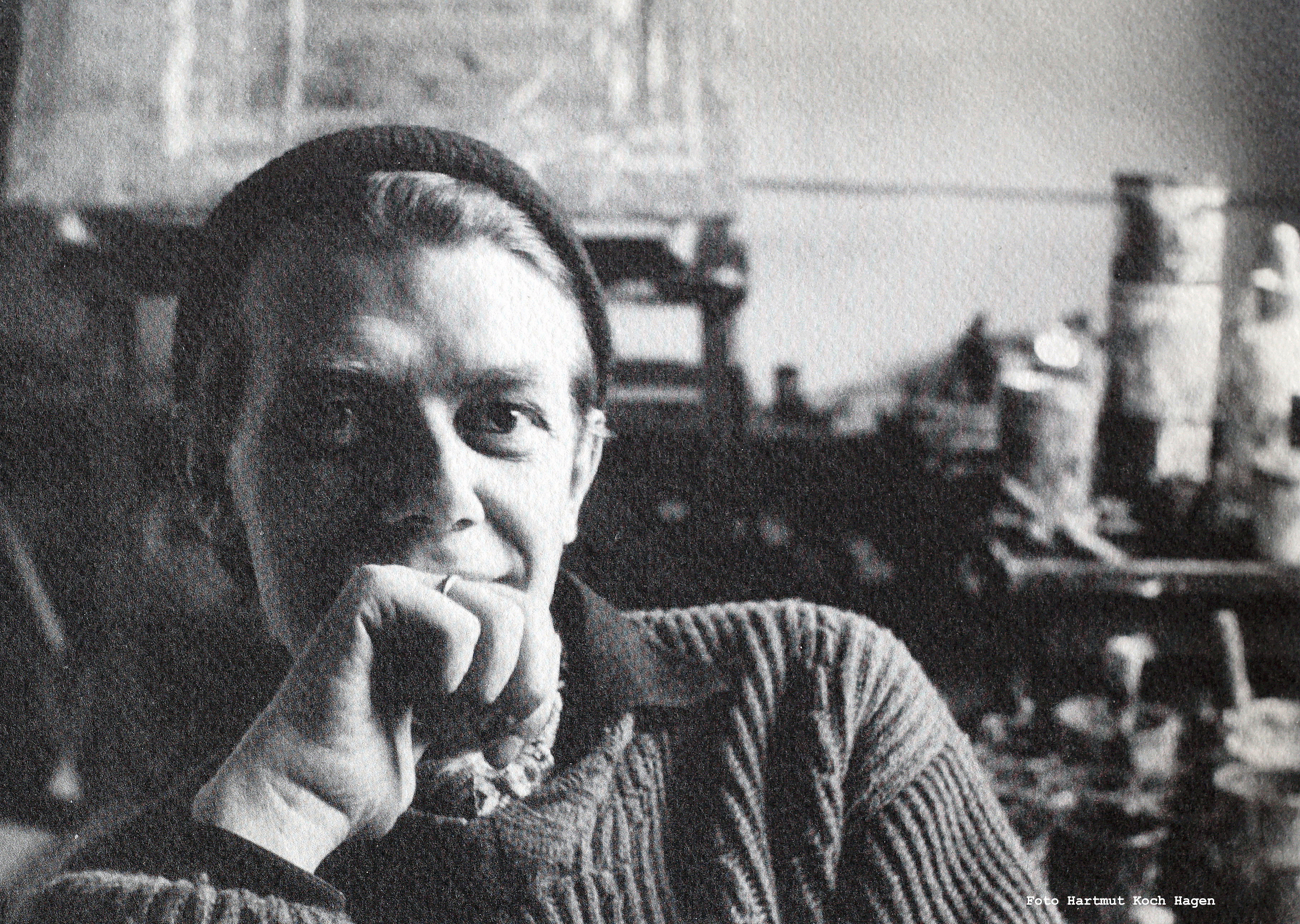
Karl Fritz Friedrich 1956

Karl Fritz Friedrich (* 14. März 1921 in Lünen; † 20. Juni 1959 in Gevelsberg) war ein deutscher Maler und Grafiker.

## Leben

### Herkunft und Ausbildung
Karl Fritz Friedrichs Wunsch, nach dem Abitur in Lünen zunächst Maskenbildnerei in Berlin an den Filmstudios Babelsberg zu studieren, ergab sich aus den beruflichen Kontakten seiner Eltern, die an Theatern in Hamburg als Maskenbildner und Kostümgestalterin tätig waren. Doch sein Drang, künstlerisch frei zu schaffen, war stärker und führte 1939 zum Wechsel an die Meisterschule des Deutschen Handwerks in Dortmund in das Fach Freie und Angewandte Grafik.
Durch die Einberufung zur Wehrmacht 1939 und durch die anschließende Kriegsgefangenschaft in Frankreich wurde der erhoffte Lebensweg unterbrochen. K. F. Friedrich zeichnete und malte in dieser Zeit weiter und hatte sogar die Chance, in Cagnes-sur-Mer und Nizza auszustellen.
Nach der Rückkehr nahm K. F. Friedrich das Studium an der Werkkunstschule Dortmund, die wegen Kriegszerstörungen in das Schloss Buddenburg in Lünen ausgelagert war, wieder auf. Er wurde in seinem gestalterischen Grundanspruch wesentlich von Professor Herricht geprägt; weitere Lehrer waren die Professoren Guggenberger, Schödder und Strauß. 1950 schloss er das Studium mit dem Examen ab und übernahm eine Arbeit als Assistent bei Professor Herricht.

### Familiengründung und Beginn des künstlerischen Schaffens
Während des Studiums hatte Karl Fritz Friedrich seine Kommilitonin Margarete Buschhaus kennengelernt, die er 1950 heiratete. Das junge Paar begann seine freiberuflich-künstlerische Arbeit in Essen. Kurze Zeit später zog es in das (schwieger)elterliche Haus in Gevelsberg – die „Wolfskuhle“ –, in dem Friedrich bis zu seinem Lebensende sein Atelier hatte und wohnte.
Als Maler und Grafiker war K. F. Friedrich Mitglied im „Ring bergischer Künstler“, der seinen Sitz in Wuppertal im Künstlertreff „Palette“ hatte und zu dieser Zeit von dem bekannten Maler Adolf Röder geleitet wurde.
Der Alltag des Paares Friedrich-Buschhaus war in den folgenden Jahren vom eigenen künstlerischen Aufbruch in der frühen Nachkriegszeit und der Auseinandersetzung mit überkommenen Kunstvorstellungen geprägt. Für den Lebensunterhalt sorgte ihre Arbeit als Gebrauchsgrafiker.

### Entwicklung
Freiräume ergaben sich aus zwei Studienaufenthalten an der südfranzösischen Küste in Cagnes-sur-Mer (1952 und 1954).
Das Werk von K. F. Friedrich entwickelte sich in rascher, entschiedener Schrittfolge vom realistisch-naturalistischen Ölbild und Holzschnitt über abstrakt rhythmische Ölgemälde zu großflächig harmonischen, gleichzeitig kleinteilig konstruierten Materialbildern.

### Lebensabend und Wirkung
Durch seinen frühen Tod im Jahr 1959 nach langer, fortschreitend lähmender Krankheit konnte K. F. Friedrichs Werk nicht mehr zu der Anerkennung gelangen, die ein Nachruf auf ihn als „so nahm er manches voraus, was von anderen Künstlern als neuartig herausgestellt wurde“ für möglich gehalten hat.

## Werk
Versucht man einen Entwicklungspfad aus dem Werk von Karl Fritz Friedrich herauszulesen, so lassen sich drei Phasen unterscheiden, in denen jeweils Neues mit einem Bruch gegenüber Bisherigem erprobt wird.

### Naturalistische Orientierung 1953–1955
Sich ablösend von den naturnahen Portraitzeichnungen der Studienzeit entstanden 1953 expressive Porträts in Tempera und Öl. Er führte in diesen Jahren auch Buchillustrationen als Holzschnitte zu den Werken von Graham Greene und E.T.A. Hoffmann aus. Den kräftezehrend arbeitenden Menschen spiegelte er in Holzschnitten wie z. B. „Nachtschicht“, „Erdarbeiter“, „Hammerschmied“ wider.
Formen, Farben und Kontraste von Industrieanlagen und Verkehrsbauten griff er farbkräftig und stilisierend in Ölbildern wie „Dolomitwerk“, „Schwebebahn“ auf. Aber auch der „Hafen von Marseille“ erinnert an schlechte und gute Zeiten in Südfrankreich. Landschaftsbilder in Öl mit einer ausdrucksstarken Formensprache ergänzen diese Zeit einer realistischen Weltdarstellung, zum Beispiel „Landschaft mit Kühen“.

### Hinwendung zur Abstraktion 1955–1957
Nahezu übergangslos begann 1955 die Ablösung der realistischen Wiedergabe durch die Reduzierung auf Strukturen, räumliche Zusammenhänge und Rhythmen, die aber benannt bleiben. Es sind einerseits Kompositionen, in denen Farbflächen und Kontraste statisch ausgewogen an die Industrielandschaften erinnern (zum Beispiel „Brachland“), andererseits rhythmisch Bewegtes, in denen sich bei Versenkung in das Bild das Gemeinte mit Freude am Erkennen verbindet (zum Beispiel „Luftbild“, „JazzScat“).

### Freie Formen in Materialbildern/Raumbildern und Gouachen 1957–1959
In der nächsten Phase lösten sich die Bilder in drei Techniken weiter vom Abgebildeten ab. Die Materialbilder, deren Farben, angereichert durch kleine Gegenstände aus der Natur, ins Plastische wachsen und großflächig den Eindruck kraftvoller Ruhe bewirken, entstanden im Detail aus widersprüchlichen, doch wohlgeordneten Elementen. Die Bilder „Wege meiner Margarete“ und „Weiträumige Beziehung“ seien beispielhaft genannt.
Die Raumbilder lösen sich von der Leinwand. Fragile, halbplastische, doch weiterhin wandorientierte Strukturen aus Draht, Gips, Kork, Textilien füllen jetzt schwebend den Raum (Werke nach heutigem Wissenstand verschollen, Abbildungen im Katalog zur Ausstellung Galerie Seide/Münster). Die Gouachen zeigen in nahezu einheitlichen Formaten eine farbenfrohe Welt, der gleichwohl eine streng horizontal/vertikal orientierte Grafik zugrunde liegt. Die Titel verweisen dabei auf unterschiedliche Horizonte, wie „Das Echo“, „Fatamorgana“, „Kleines Märchenbild“.

### Kunst im öffentlichen Raum 1957–1959
Die Vielfalt des künstlerischen Schaffens von Karl Fritz Friedrich zeigt sich auch in seinen Beiträgen zur Kunst im öffentlichen Raum. Hier knüpfte er einerseits an seine erste Arbeit für Professor Herricht an, andererseits setzte er auf seinem 1957 erreichten  Entwicklungsstand auf. Es entstanden Großfenster für Kirchen, Wandgestaltungen für die Eingangsbereiche von Schulen und anderen öffentlichen Einrichtungen sowie Großplastiken.
Allen Objekten ist eine große Materialvielfalt eigen, die für eine zielgerichtete Dynamik des Werkes genutzt wird. Manche dieser Objekte überforderten zu ihrer Zeit das lokale Kunstverständnis und lösten entsprechende Kontroversen aus. Zur Anschauung sei auf „Eingangsbereich Lützowschule“ (Dortmund) und insbesondere die „Bandeisenskulptur“ (Schule Gevelsberg) verwiesen, die in der Ausstellung von 2017 dokumentiert sind.

### Gebrauchsgrafik
In einer Gesamtdarstellung zu einem Künstler darf sein Broterwerb nicht vergessen werden. Das Ehepaar Friedrich-Buschhaus hat in der modernen Typografie der 50er Jahre für die Industrie in der Region Plakate, Werbebroschüren, Briefbögen entworfen. Hiervon zeugt ein Musterbuch aus dieser Zeit.

## Mitgliedschaften
- 1951–1955 Bergischer Künstlerbund      (Wuppertal)
- 1955–1959 Westdeutscher Künstlerbund   (Hagen)

Zum Freundes- und Bekanntenkreis zählten bildende Künstler wie Alfred Birnschein, Gustav Deppe, Karel Niestrath, Eva Niestrath-Berger, Wilfried Reckewitz, Adolf Röder und Emil Schumacher.

## Ausstellungen

### Einzelausstellungen
- 1955 „Palette“, Wuppertal (1. Juli–31. August 1955)
- 1958 Galerie Bernd Clasing, Münster (8. November–5. Dezember 1958)
- 1958 Märkisches Museum, Witten (4.–25. Januar 1959)
- 1959 Galerie Seide, Hannover (20.–22. Mai 1959)
- 1996 Gedächtnisausstellung, Sprockhövel (25. Februar–17. März 1996)
- 2017 Ausstellung Sparkasse Ennepetal (29. Januar – 24. Februar 2017)

### Gruppenausstellungen
Aachen, Darmstadt, Dortmund (Museum am Ostwall 1957), Duisburg, Hagen (1952), Iserlohn (Haus der Heimat 1953), Lüdenscheid (1958), Marl (1952), Solingen, Soest, Stuttgart, Wülferath, Wuppertal (Galerie Putty), Frankreich (Cagnes-sur-Mer, Nizza)

## Bilder
Das heute nachweisbare Werk von etwa 200 Öl- und Materialbildern, Holzschnitten und Gouachen verteilt sich im Wesentlichen auf fünf Standorte. Neben Aachen, Breckerfeld und Hamburg sind Stuttgart und insbesondere Gevelsberg Schwerpunkte der Verteilung des Werkes und Archivs.